# Dorre Island
Dorre Island is een klein langgerekt eiland in de Shark Bay, ten noorden van de eilandengroep waar Dirk Hartogeiland deel van uitmaakt.
Het eiland maakt deel uit van het natuurgebied Bernier and Dorre Island Nature Reserve. Het herbergt de Alice Springs-muis, gestreepte buidelhaas, westelijke buidelhaas en de Perameles bougainville. Omdat op Dorre Island de enige populatie van de Perameles bougainville leeft die geen drager is van het Papillomaviridae-virus, heeft men een vergunning nodig om het eiland te bezoeken.
Dorre Island kreeg zijn naam tijdens de expeditie van Willem de Vlamingh in 1696. Volgens sommige bronnen betreft het een neerlandisme: het dorre eiland. Volgens andere bronnen werd het eiland vernoemd naar Peter Dorre, de stuurman van het schip Eendracht dat Shark Bay in 1616 onder leiding van Dirk Hartog aandeed.
Van 1908 tot 1918 was Dorre Island een 'lock hospital', een eiland waar zieke vrouwelijke Aborigines werden afgezonderd tot ze waren genezen of overleden. De zieke mannelijke Aborigines werden op Bernier Island ondergebracht. Daisy Bates en Alfred Radcliffe-Brown bezochten beide eilanden om er informatie over de Aborigines te vergaren.